# Ptilodactyla densepunctata
Ptilodactyla densepunctata is een keversoort uit de familie Ptilodactylidae. De wetenschappelijke naam van de soort is voor het eerst geldig gepubliceerd in 1923 door Pic.